# West-Nederlands voetbalelftal (mannen)
Het West-Nederlands voetbalelftal, ook wel het Westelijk  elftal genoemd, was vanaf 1908 het officiële vertegenwoordigende elftal van het westelijke district van de Nederlandse voetbalbond. In 1999, 2007 en 2009 nam het elftal driemaal deel aan de UEFA-Regiobeker.

## Districtswedstrijden
In de door de (K)NVB vanaf 1910 onregelmatig georganiseerde districtswedstrijden was het westelijk elftal succesvol. In 1935 te Zwolle en in 1937 te Groningen behaalde West de finale, maar werd er verloren van de elftallen van Zuid. In 1925 bleef de finale tegen Zuid onbeslist.

## UEFA-Regiobekerwedstrijden
Nadat in 1996 door een herstructurering bij de KNVB de provinciale en regionale afdelingen werden opgeheven, werd er weer een Westelijk elftal gevormd door spelers uit de hoogste amateurklassen van de districten West I en II. Driemaal werd er deelgenomen aan de UEFA-Regiobeker (1999, 2007, 2009).

## Gespeelde wedstrijden
| Nr.       | Datum             | Locatie                                   | Thuisploeg | Uitploeg         | Uitslag | Doelpunten                                         | Bijzonderheden                              |
| --------- | ----------------- | ----------------------------------------- | ---------- | ---------------- | ------- | -------------------------------------------------- | ------------------------------------------- |
| 1909-1910 |                   |                                           |            |                  |         |                                                    |                                             |
| 3         | 13 februari 1910  | Haarlem, terrein Haarlem                  | West       | Zuid             | 5-1     |                                                    | Districtswedstrijden                        |
| 1910-1911 |                   |                                           |            |                  |         |                                                    |                                             |
| 5         | 9 oktober 1910    | Utrecht, terrein Hercules                 | West       | Zuid             | 4-0     | -                                                  | Districtswedstrijden                        |
| 1922-1923 |                   |                                           |            |                  |         |                                                    |                                             |
| 24        | 4 maart 1923      | Arnhem, terrein Vitesse                   | Zuid       | West             | 1-0     |                                                    | Districtswedstrijden                        |
| 1924-1925 |                   |                                           |            |                  |         |                                                    |                                             |
| 31        | 21 mei 1925       | Arnhem, terrein Vitesse                   | Zuid       | West             | 0-0     | -                                                  | Districtswedstrijden, Finale                |
| 1929-1930 |                   |                                           |            |                  |         |                                                    |                                             |
| 41        | 16 maart 1930     | Groningen, terrein Be Quick               | West       | Zuid             | 2-0     | -                                                  | Districtswedstrijden                        |
| 1930-1931 |                   |                                           |            |                  |         |                                                    |                                             |
| 44        | 16 november 1930  | Tilburg, terrein Gemeentelijk Sportpark   | Zuid       | West 2e klassers | 5-5     |                                                    | -                                           |
| 1931-1932 |                   |                                           |            |                  |         |                                                    |                                             |
| .         | 24 april 1932     | Leeuwarden, terrein Leeuwarden            | Noord      | West             | 3-5     |                                                    |                                             |
| 1942-1943 |                   |                                           |            |                  |         |                                                    |                                             |
| .         | 8 november 1942   | Groningen, terrein Be Quick               | Noord      | West             | 2-4     |                                                    | Districtswedstrijden                        |
| 1943-1944 |                   |                                           |            |                  |         |                                                    |                                             |
| .         | 21 mei 1944       | Sneek, terrein sportpark aan de Lemmerweg | Noord      | West             | 0-1     |                                                    | Districtswedstrijden                        |
| 2008-2009 |                   |                                           |            |                  |         |                                                    |                                             |
| .         | 25 september 2008 | Zaprešić, Stadion ŠRC Zaprešić            | West       | Ticino           | 0-0     | -                                                  | UEFA-Regiobekerwedstrijd, Kwalificatieronde |
| .         | 27 september 2008 | Zagreb, Stadion Lučko                     | Zagreb     | West             | 2-1     | Marvin Nieuwlaat                                   | UEFA-Regiobekerwedstrijd, Kwalificatieronde |
| .         | 29 september 2008 | Velika Gorica, Stadion Radnik             | Lendava    | West             | 1-3     | Jelle Korbee, Rik Vermeulen, Dilshan Fong Tin Joen | UEFA-Regiobekerwedstrijd, Kwalificatieronde |